# Stor-Furuön
Stor-Furuön is een van de eilanden van de Lule-archipel. Het eiland ligt een kilometer ten zuiden van Fjuksön. Er zijn in het zuiden van het eiland graven gevonden die met stenen waren afgedekt. Het heeft geen oeververbinding en is onbebouwd. Het eiland heeft een meer en een aantal moerassige gebieden en komt nauwelijks 20 meter boven zeeniveau uit. Een ander eiland, Vättarna, ligt 400 m meer naar de kust van Zweden.